# Образ диска
О́браз ди́ска — файл, що містить у собі повну копію вмісту та структури файлової системи та даних, що містяться на диску (наприклад, на компакт-диску, дискеті чи розділі жорсткого диска). Термін описує будь-який такий файл, незалежно від того, чи був образ отриманий із реального фізичного диска, чи ні. Таким чином, образ диска містить всю інформацію, необхідну для дублювання структури, розташування та вмісту даних будь-якого пристрою для зберігання інформації. Зазвичай, образ диска просто повторює набір секторів, ігноруючи файлову систему.
Спочатку образи дисків використовувалися для резервного копіювання та копіювання дисків, при якому точне збереження вихідної структури було необхідним та доцільним. З появою оптичних носіїв (CD, DVD) почали використовувати образи CD/DVD дисків у формі .ISO-файлу, що містив у собі файлову систему ISO 9660. Формат ISO став найуживанішим форматом образів дисків.
Крім .ISO, існує ряд інших форматів образу диска, таких, як .IMG і .DMG, а також пропрієтарних: .VCD (VIRTUALCD) .NRG (Nero Burning ROM), .MDS/.MDF (DAEMON Tools, Alcohol 120%), .DAA (PowerISO), .PQI (Driveimage), .VDF (FreeVDF, VDFCrypt), і .CCD/.IMG/.SUB (Clone CD).

## Використання

### Резервне копіювання
Звичайна програма резервного копіювання зберігає лише файли, до яких є доступ із файлової системи; завантажувач же та файли, заблоковані операційною системою, можуть бути не збережені. А образ диска містить усі дані, що були на цьому диску.

### Поширення програмного забезпечення
Образи дисків часто використовуються для поширення великих програмних пакетів (наприклад, дистрибутивів операційної системи GNU/Linux або BSD), зокрема, через Інтернет.

### Віртуальні диски
Образи дисків можуть використовуватися як пристрої зберігання для емуляторів та віртуальних машин, коли інформація записується в образ, як на реальний диск. 

### Тиражування однотипних систем
Образи дисків також використовуються для масового встановлення програмного забезпечення на комп'ютери з однаковою конфігурацією. Для цього на один комп'ютер встановлюються всі драйвери й необхідне програмне забезпечення та знімається образ диска, який згодом копіюють на решту комп'ютерів.